# Kanton Saint-Maur-La Varenne
Der Kanton Saint-Maur-La Varenne war von 1985 bis 2015 ein französischer Wahlkreis im Arrondissement Créteil, im Département Val-de-Marne und in der Region Île-de-France. Er bestand aus einem Teil der Stadt Saint-Maur-des-Fossés.

## Bevölkerungsentwicklung
| 1990   | 1999   | 2006   |
| ------ | ------ | ------ |
| 19.532 | 18.911 | 19.462 |